# Troupe de La Monnaie en 1767

## Composition de la troupe duThéâtre de la Monnaieen1767
L'année théâtrale commence le 20 avril 1767 et se termine le 20 février 1768.
| Acteurs et chanteurs            | Actrices et chanteuses  |
| ------------------------------- | ----------------------- |
| Belnos                          | D'Aubercourt            |
| Compain                         | Suzette Defoye          |
| D'Aubercourt                    | Derufosse               |
| D'Hannetaire                    | Angélique D'Hannetaire  |
| Dubois                          | Eugénie D'Hannetaire    |
| Dufeuille                       | Durancy                 |
| Durancy                         | Marchainville           |
| Grégoire                        | Rosalide                |
| Le Petit                        | Sophie Lothaire         |
| Lisis                           |                         |
| Louis                           |                         |
| Prévost                         |                         |
| d'Rozeli                        |                         |
| Serville                        |                         |
| Danseurs et figurants           | Danseuses et figurantes |
| Saint-Léger, maître des ballets | Granier                 |
| Vincent                         | Artus                   |
| Bouchet                         | Compain                 |
| Jouardin                        | D'Allicour              |
| Laure                           | Durancy                 |
| Lisis                           | Louis                   |
| Normand                         | Massin                  |
| Vanderlinden                    | Nogentelle              |
| Vautier                         |                         |
| Vincent                         |                         |
| Orchestre                       |                         |
| Granier, maître de musique      | Pauwels                 |
| Bauwens                         | Poiteau                 |
| Borta                           | Potdevin                |
| Bultos                          | Sauerwyn                |
| de Burbure                      | Stoup                   |
| Defoye                          | Vandenbroeck            |
| Godecharles                     | Vander Eycken           |
| Isabeau                         | Vanderhouten aîné       |
| Lamberti aîné                   | Vanderhouten cadet      |
| Lamberti cadet                  | Van Malder aîné (G.)    |
| Langlois                        | Van Malder cadet (J.B.) |
| Lartillon père                  | Vicedomini              |
| Maurice                         | Wirth père              |
| Pallet                          |                         |
| Autre personnel                 |                         |
| Jannot, souffleur               | Bercaville, inspecteur  |

### Source
- Spectacle de Bruxelles, 1768.